# كيركيني (اليونان)
كيركيني هي بلدية في اليونان، تتبع مقدونيا الوسطى، بلغ عدد سكانها 22,195 نسمة في 2011، تبلغ مساحتها 1,103. 431 كيلومتر مربع.

## الموقع
تشترك في الحدود مع:
- Irakleia, Serres [الإنجليزية]‏
- Serres Municipality  [لغات أخرى]‏.